# Turecka Partia Republikańska
Turecka Partia Republikańska, CTP (tr. Cumhuriyetçi Türk Partisi) – socjaldemokratyczna partia polityczna na Cyprze Północnym. Została założona w 1970 roku. Obecnym liderem partii jest Mehmet Ali Talat.
W wyborach parlamentarnych w 2005 CTP zdobyła 261 287 głosów (44,50%), co dało jej 24 z 50 mandatów w parlamencie. W wyborach prezydenckich w 2005 roku kandydat CTP Mehmet Ali Talat otrzymał najwięcej głosów i został drugim prezydentem Cypru Północnego. Po wyborach CTP utworzyła rząd.
W wyborach parlamentarnych w 2009 zdobyła 15 miejsc w parlamencie i przeszła do opozycji.
W wyborach parlamentarnych w 2013 zdobyła 21 miejsc w parlamencie i utworzyła rząd razem z Partią Demokratyczną.

## Członkowie partii
Znaczącymi członkami partii byli między innymi:
- Mehmet Ali Talat, premier i prezydent Cypru Północnego
- Fatma Ekenoğlu, pierwsza kobieta przewodnicząca Zgromadzeniu Republiki Cypru Północnego(inne języki)